# Schachbundesliga 2009/10 (Schweiz)
In der Saison 2009/10 der Schweizer Bundesliga im Schach hatten vor der letzten Runde noch drei Mannschaften Chancen auf den Titel. Die Auswahl aus Valais führte mit einem Mannschaftspunkt Vorsprung vor Nimzowitsch Zürich und dem Titelverteidiger ASK Winterthur und behauptete durch einen Sieg gegen Winterthur die Spitze.
Aus der 2. Bundesliga war der Schachklub Réti Zürich aufgestiegen und erreichte den Klassenerhalt, während der Schachclub Niederrohrdorf punktlos absteigen musste.
Zu den gemeldeten Mannschaftskadern der teilnehmenden Vereine siehe Mannschaftskader der schweizerischen 1. Bundesliga im Schach 2009/10.

## Abschlusstabelle
| Pl. | Verein                     | Sp | G | U | V | MP   | Brett-P.  |
| --- | -------------------------- | -- | - | - | - | ---- | --------- |
| 01. | Valais                     | 7  | 6 | 0 | 1 | 12:2 | 37,5:18,5 |
| 02. | Nimzowitsch Zürich         | 7  | 5 | 1 | 1 | 11:3 | 31,0:25,0 |
| 03. | ASK Winterthur (M)         | 7  | 4 | 1 | 2 | 9:5  | 29,5:26,5 |
| 04. | SV Wollishofen             | 7  | 2 | 3 | 2 | 7:7  | 30,5:25,5 |
| 05. | Schachklub Réti Zürich (N) | 7  | 3 | 1 | 3 | 7:7  | 27,5:28,5 |
| 06. | Basel BVB                  | 7  | 3 | 0 | 4 | 6:8  | 28,5:27,5 |
| 07. | Lugano CS                  | 7  | 2 | 0 | 5 | 4:10 | 21,5:34,5 |
| 08. | Schachclub Niederrohrdorf  | 7  | 0 | 0 | 7 | 0:14 | 17,0:39,0 |

## Entscheidungen
|     | Schweizer Bundesmeister: Valais                |
|     | Absteiger in die 2. Bundesliga: Niederrohrdorf |
| (M) | Meister der letzten Saison                     |
| (N) | Aufsteiger der letzten Saison                  |

## Kreuztabelle
| Ergebnisse | Ergebnisse                | 01. | 02. | 03. | 04. | 05. | 06. | 07. | 08. |
| ---------- | ------------------------- | --- | --- | --- | --- | --- | --- | --- | --- |
| 01.        | Valais                    |     | 3½  | 4½  | 4½  | 7   | 4½  | 7½  | 6   |
| 02.        | Nimzowitsch Zürich        | 4½  |     | 3½  | 4   | 4½  | 4½  | 5   | 5   |
| 03.        | ASK Winterthur            | 3½  | 4½  |     | 4   | 4½  | 3   | 4½  | 5½  |
| 04.        | SV Wollishofen            | 3½  | 4   | 4   |     | 4   | 2½  | 5½  | 7   |
| 05.        | Schachklub Réti Zürich    | 1   | 3½  | 3½  | 4   |     | 4½  | 6   | 5   |
| 06.        | Basel BVB                 | 3½  | 3½  | 5   | 5½  | 3½  |     | 2½  | 5   |
| 07.        | Lugano CS                 | ½   | 3   | 3½  | 2½  | 1   | 5½  |     | 5½  |
| 08.        | Schachclub Niederrohrdorf | 2   | 3   | 2½  | 1   | 3   | 3   | 2½  |     |

Anmerkung: Im Wettkampf zwischen Reti Zürich und Lugano CS wurde das letzte Brett von beiden Seiten nicht besetzt und daher 0:0 gewertet.

## Aufstiegsspiel zur 1. Bundesliga
Das Aufstiegsspiel zwischen den beiden Siegern der Zweitligastaffeln, dem SC Lyss-Seeland und Schwarz-Weiss Bern fand am 29. Mai in Bern statt. Schwarz-Weiss Bern gewann mit 5:3 und stieg damit in die 1. Bundesliga auf.
| Schwarz-Weiss Bern | SC Lyss-Seeland    | Ergebnis |
| ------------------ | ------------------ | -------- |
| Markus Klauser     | Hansjuerg Känel    | ½:½      |
| Nicolas Curien     | Avni Ermeni        | ½:½      |
| Markus Rufener     | Péter Szakolczai   | 1:0      |
| Frank Salzgeber    | Lars Rindlisbacher | ½:½      |
| Pascal Andrist     | Bernhard Meyer     | 1:0      |
| Matthias Thaler    | Jan Rindlisbacher  | 1:0      |
| Lars Balzer        | Volker Radt-Potjer | ½:½      |
| Kevin Cremer       | Simon Stoeri       | 0:1      |

## Die Meistermannschaft
| 1.            | Valais |
| Schachfiguren | Yannick Pelletier, Michael Prusikin, Wladimir Lasarew, Gilles Mirallès, Branko Filipović, Claude Landenbergue, Julien Carron, Gerard Nüesch, Alexandre Domont, Sophie Milliet, Gilles Terreaux, Pascal Vianin, Jonathan Tordeur, Pierre Perruchoud. |